# Bad Suderode
Bad Suderode – uzdrowiskowa dzielnica miasta Quedlinburg w Niemczech, w kraju związkowym Saksonia-Anhalt, w powiecie Harz. Do 31 grudnia 2013 jako gmina wchodziła w skład wspólnoty administracyjnej Gernrode/Harz.
1 stycznia 2011 przyłączona do miasta Quedlinburg, stając się automatycznie jego dzielnicą. 19 lutego 2013 sąd Landesverfassungsgericht w Dessau-Roßlau uznał jej przyłączenie za sprzeczne z konstytucją
1 stycznia 2014 przyłączona do Quedlinburga.

## Współpraca
Miejscowość partnerska:
- Bad Karlshafen, Hesja